# 寺依沙織
寺依沙織（日语：／ Terai Saori，12月21日—），日本女性配音員、旁白。出身於神奈川縣。A型血。舊藝名：寺井沙織（兩者日文讀音相同）。以前經歷Aksent、KeKKe Corporation、CARROT HOUSE，現在是Mausu Promotion所屬（2015年起）。

## 人物簡介
想要进入艺能世界的契机是喜欢动画，直到她在小时候买的第一本动画杂志上看到了声优，她对声优员这个职业一无所知。杂志上刊登了一部动画中的男性角色上面写着："这是由一个声优配音的。 啊？是个女的......我被骗了！" 故事是这样开始的。
“动画的世界也是大人的世界啊”，这样想着，之后产生了“声优很厉害”、“想要成为声优”的想法，后来走上声优的道路。
興趣、特長：唱歌（福音音樂、J-POP類）、搞笑。

## 演出作品

### 電視動畫
2005年
- 魔界女王候補生（東野隼人、粉絲、瀧川克里斯、石橋學姊、學生會學生 等）

2007年
- 遊☆戲☆王 怪獸之決鬥GX（阿蒙·加勒姆〈幼少時期〉）

2016年
- JOKER GAME（仲居）
- 哆啦A夢 (水田山葵版)（大嬸）
- JoJo的奇妙冒險 不滅鑽石（老年女性、支倉未起隆的母親）
- TRICKSTER -來自江戶川亂步「少年偵探團」-（日语：TRICKSTER -江戸川乱歩「少年探偵団」より-）（芋虫時子、相馬美保）

2017年
- 熱情傳奇（農家）
- 烙印勇士（女）
- 地獄少女 宵伽（勝澤智也[6]、勝澤麗）

2018年
- 伊藤潤二驚選集（博史的母親、森）
- 進擊的巨人 (第3期)（特勞特·卡芬）
- 雷頓神秘偵探社 ～卡特莉的解謎事件簿～（雷德利的母親、瓦內莎）

2019年
- JoJo的奇妙冒險 黃金之風（女囚犯）
- PSYCHO-PASS 3（電台新聞主播）

2020年
- LISTENERS 聆聽者（震音AI）
- 卡片鬥爭!! 先導者外傳 -if-（司書的阿姨）
- 魔法水果籃（女僕）
- 體操武士（逃跑忍、評論員B、母親、堂島的粉絲A、通話播音 等）

2021年
- 奇巧計程車（師長、樺澤母、田中母、記者、女高中生）
- 如果究極進化的完全沉浸RPG比現實還更像垃圾遊戲的話（老婆婆）
- 宇宙奇妙生物小鐵君（ホウ、レン、ソウ、宇宙饮食科的老师）
- Muv-Luv Alternative（侍女）

2022年
- 秘密內幕～女警的反擊～（明的母親）
- 薔薇王的葬列（召使B）
- 菜鳥鍊金術師開店營業中（狄拉露）
- Muv-Luv Alternative 第2期（國連軍衛士）

2023年
- JoJo的奇妙冒險 石之海（判事、男孩子B）
- 天國大魔境（岩田的同伴）
- 轉生成自動販賣機的我今天也在迷宮徘徊（旅店的老闆娘）
- 不死不運（乘客）

2024年
- 夜晚的水母不會游泳（芽衣的母親）

### OVA
2020年
- 岸邊露伴一動也不動『Episode 09: THE RUN』（星探）

### 電影動畫
- 櫻花大戰 活動寫真（日语：サクラ大戦 活動写真）（2001年）

- 帕盧姆之樹（2002年）
- 电影版 奇巧出租车：扑朔谜林（2022年）

### 網路動畫
2019年
- Mausu動物園（瓢蟲的沙織）

2020年
- 攻殻機動隊：SAC_2045（設施工作人員2）

### 遊戲
2006年
- SASUKE&筋肉No.1決定

2008年
- 戀愛甜點（日语：プティフール）（倉田楓）

2014年
- GIEEVAL ～畜民新世界～（歌雪爾的主題曲獻唱）[7]

2016年
- 菲莉絲的鍊金工房 ～不可思議之旅的鍊金術士～（日语：フィリスのアトリエ 〜不思議な旅の錬金術士〜）（安奈里絲·愛克思娜[8]）

2018年
- 碧海晴空、彼岸相連（水野町子[9]）

2019年
- 夢幻模擬戰 Mobile（菲娜、菲拉姬亞）

2020年
- 奇異人生2（凱倫·雷諾兹）

2021年
- 赛博朋克2077（米絲蒂·奧爾謝夫斯基、梅瑞德斯·斯托特—）

### 廣播劇CD
- 戀愛甜點 ～黃金可樂餅～（倉田楓）
- 淘氣小親親

### 數位漫畫
2017年
- 勇者前線 第一話「二邂逅」（克蘿耶[10]）

2019年
- 看我這一邊！蜜子（日语：こっちむいて!みい子）（野村）

### 廣播劇
- 響Radio Station
  - （契斯卡·方）

### 外語配音
※作品依英文名稱及英文原名排序。

#### 電影
- 狗狗的旅程（Andy[11]）
- 比佛利山警探 ※Netflix版。
- 靈異乍現（Espenschied〈Jennifer Holland 飾演〉[12]）
- 天菜大廚（Simone〈Uma Thurman 飾演〉）
- 絕密搜查（英语：The Classified File）（Eun-joo的母親〈李貞銀 飾演〉）
- 疾速救援（Karen MacCauley〈Elizabeth McGovern 飾演〉）
- 不死殺陣
- 猛龍怪客（Lucy Kersey〈Elisabeth Shue 飾演〉[13]）
- 星光繼承者2（英语：Descendants 2）
- 鋼鐵墳墓3（Abigail Ross〈Jamie King 飾演〉）
- 致命龍捲風（Addison）
- 玩命關頭：特別行動[14]
- 牛仔大戰殭屍（英语：Gallowwalkers）（Kiss-Cut）
- 不死殺陣 in 刑房（英语：Grindhouse (film)）
- 比利小子（Rio Cutler〈Jake Schur 飾演〉）
- 移動城市：致命引擎（Pandora Shaw〈Caren Pistorius 飾演〉[15]）
- 海神號遇險記 (2005年電影)（英语：The Poseidon Adventure (2005 film)）（看護人員〈Sheila Allen 飾演〉）※BS-TBS版。
- Potato Fuhrman
- 成功的秘密（Grae Foster〈Elizabeth Franz 飾演〉）※Netflix版。
- 震撼真相（Lisa〈Jessica Biel 飾演〉）
- 病房（女學生）
- 終極救援（Monica Fayden〈Anna-Louise Plowman 飾演〉）
- 突破山脈（義大利語：Striking Range）
- 灰色警戒（英语：The Trust (2016 film)）
- 魔鬼命令：轟天決戰（Sarah〈Mariah Bonner 飾演〉）

#### 電視影集
- 漢娜的遺言（Skye Miller〈Sosie Bacon 飾演〉）
- 星際大爭霸 (試播版)
- 盲點 (第3季)（Kira Evans〈Gloria Reuben 飾演〉）
- 芝加哥烈焰（Alexa）
- 芝加哥警署（Hailey Upton〈Tracy Spiridakos〉）
- 麻吉向前衝（Mindy）
- 楚漢傳奇（秦嵐〈吕雉 飾演〉）
- 藍色海洋的傳說（毛幽蘭〈羅映姬 飾演〉、露宿者〈洪真慶 飾演〉）

#### 動畫
- 南方公園（Sharon Marsh）※Netflix版。
- 神娃之伊莎莉亞戰記（Scorpia、Light Hope）

### 音樂CD
- still I love you（2012年8月12日發行）[16]

### 旁白
- NHK BS1「 難問挑 世界町｣
- Web CM「AXE」
- 柏青哥遊戲「看了就會變強 暢快！橫綱動畫 啊啊播磨灘（日语：ああ播磨灘）」（前田亞希子）
- 電台廣告 花王「Healthya綠茶」
- 松本清 DIGI POP TV（旁白）
- 大頭貼機「王子2」
- 企業VP旁白

等多數

### 電視演出
- 富士電視台重現VTR（飾演光浦靖子）

### 其它
- JERO SHOW的日語配音
- 上海萬博出展作品「千禧寶寶」（飾演QQ）

## 外部連結
- Mausu Promotion公式官網的聲優簡介 （页面存档备份，存于） （日語）
- CARROT HOUSE所屬期間的聲優簡介 （日語）（2013年6月30日的檔案館）
- 寺依沙織的X（前Twitter） （日語）